# Снинський Камінь

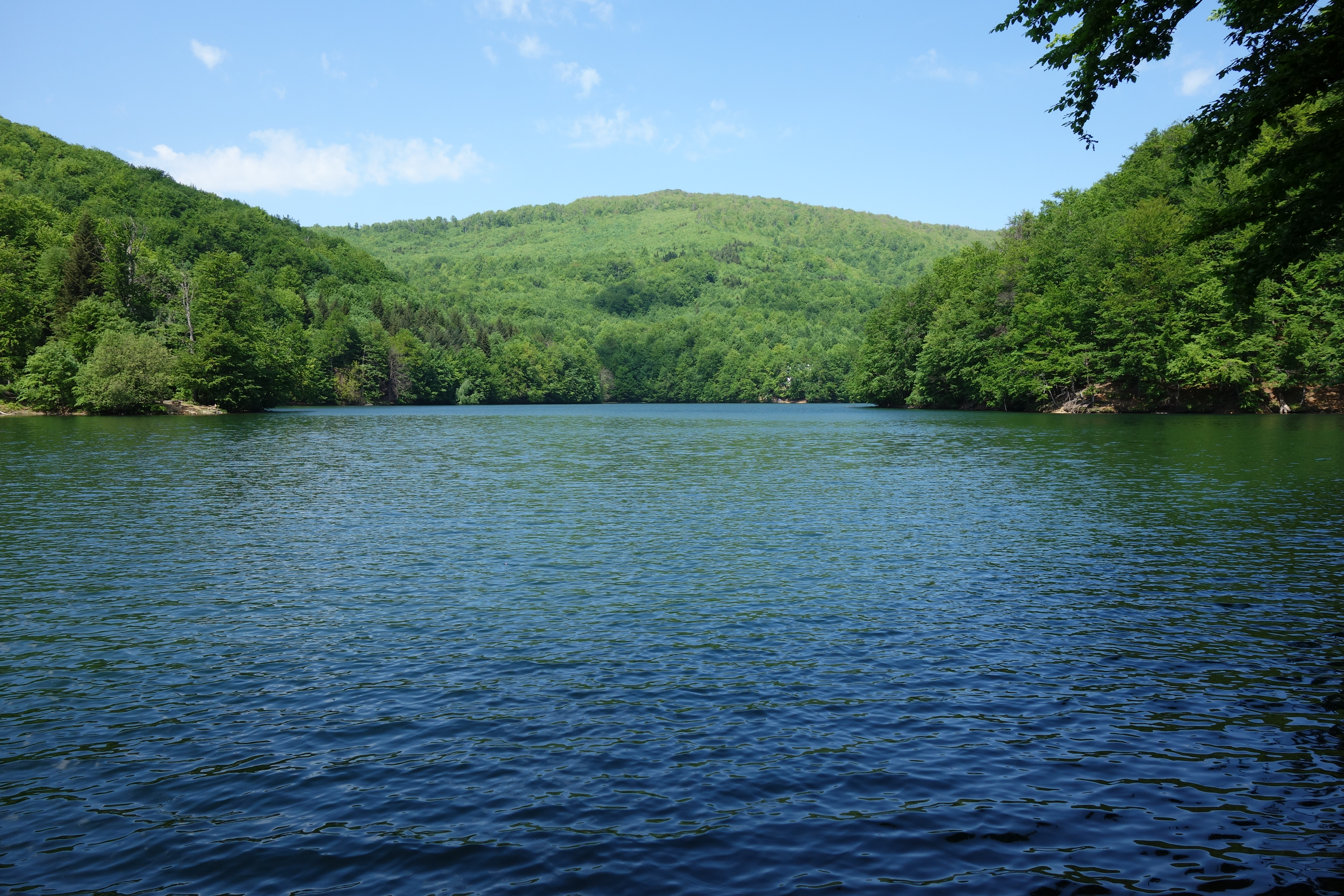
Снинський Камінь

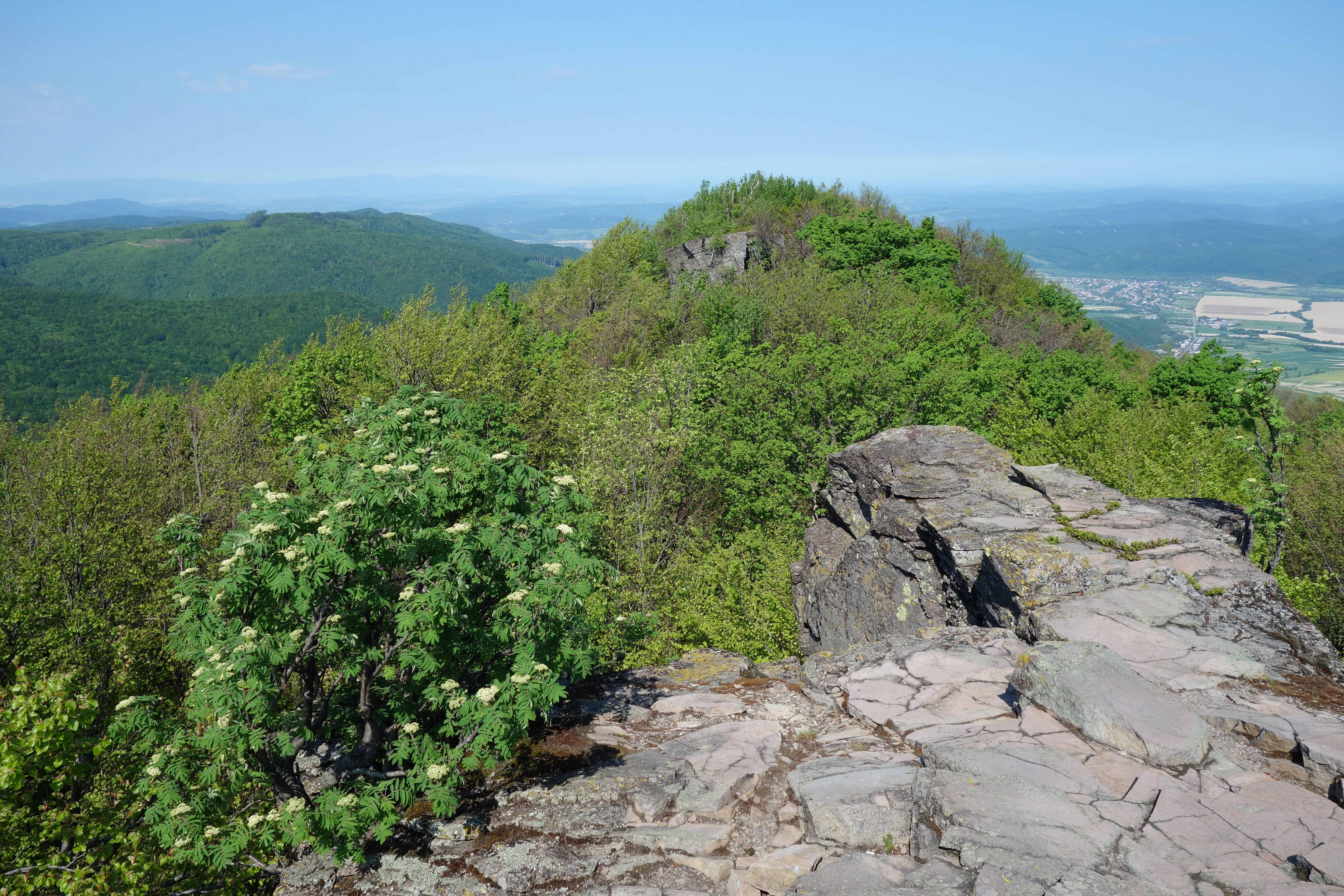
На вершині Снинського Каменя

Сни́нський Ка́мінь — одна з найвищих вершин гірського масиву Вигорлат в Карпатах. Розташована на території східної Словаччини, на південь від міста Снина.
Висота — 1 006 м.
По вершині пооходить межа між Пряшівським і Кошицьким краєм Словаччини.